# Crédit municipal
En France, les caisses de crédit municipal sont à la fois des établissements publics communaux et des entreprises de nature bancaire qui disposent du monopole du prêt sur gage et pratiquent les autres activités bancaires : crédits, réception des fonds du public et services de paiements.

## Histoire
Le premier mont-de-piété voit le jour en 1462, en Italie, dans la ville de Pérouse. L'objectif est alors de lutter contre les abus de l'usure en fondant une banque charitable où tous ceux manquant d’argent, puissent trouver à emprunter en donnant un gage de garantie.
En France les anciens monts-de-piété deviennent des « établissements publics à caractère social » par la loi du 24 juin 1851, puis sont autorisés à ouvrir des comptes de dépôts par décret du 24 octobre 1918 et prennent alors l’appellation actuelle. Le décret-loi no 55-622 du 20 mai 1955 réforme leur fonctionnement.
Le Crédit municipal est appelé communément Chez ma tante en toute discrétion.

## Régime actuel
Les caisses de crédit municipal sont régies par la législation bancaire, réunie dans le code monétaire et financier.
Elles sont rattachées à la municipalité du lieu de leur siège social. Chaque caisse est dirigée par un directeur général et une équipe de direction, soumis à un conseil d'orientation et de surveillance. Ce conseil est composé de membres du conseil municipal ainsi que de personnalités qualifiées, c’est-à-dire disposant d'une expertise bancaire.
Depuis janvier 2010, en tant qu'établissement de crédit de plein exercice, chaque caisse dispose d'un agrément accordé par l'Autorité de contrôle prudentiel et de résolution (ACPR), organe adossé à la Banque de France et chargé de la supervision du secteur bancaire de celui de l'assurance.

## Activités
La principale activité des caisses de crédit municipal réside dans l'attribution de prêts sur gage à court terme (deux ans), pour laquelle celles-ci disposent d'un monopole légal,.
Elles octroient des crédits selon les termes de leurs agréments individuels, notamment aux particuliers et aux associations loi de 1901.
Elles proposent des subventions relevant de l'action sociale avec les bonis dégagés de la vente des objets remis en gage et non retirés.

## Symbole

Le blason de Pérouse.

L'emblème du Crédit municipal est le griffon, car il est l'un des éléments des armoiries de la ville de Pérouse (Italie), où naquit le premier établissement de mont-de-piété. Mais le Griffon était aussi connu pour être le gardien du trésor et des mines d’or du dieu Apollon avec pour devise “Vaincre ou Mourir”.

## Liste des caisses de crédit municipal
1. Crédit municipal d'Angers
2. Crédit municipal d'Avignon
3. Crédit municipal de Bordeaux, Orléans, Poitiers
4. Crédit municipal de Boulogne-sur-Mer
5. Crédit municipal de Dijon
6. Crédit municipal de Lille
7. Crédit municipal de Lyon
8. Crédit municipal de Marseille
9. Crédit municipal de Nancy, créé en 1630 par le Duc Charles IV de Lorraine[6]
10. Crédit municipal de Nantes
11. Crédit municipal de Nice
12. Crédit municipal de Nîmes
13. Crédit municipal de Paris
14. Crédit municipal de Reims
15. Crédit municipal de Roubaix
16. Crédit municipal de Strasbourg
17. Crédit municipal de Toulouse
18. Crédit municipal de Toulon
19. Crédit municipal de Rouen